# Kurt Renner
Kurt Renner, född 15 september 1886 i Plauen, död 26 augusti 1943 i närheten av Ożarów, var en tysk generallöjtnant. I augusti 1943 dödades han och flera andra tyska officerare i ett bakhåll arrangerat av den polska motståndsrörelsen. Renner var den rangmässigt högste tyske officeren som dödades av denna organisation under andra världskriget.

### Webbkällor
- Miller, Michael D. & Collins, Gareth. ”Generalleutnant Kurt Renner” (på engelska). Axis Biographical Research. Arkiverad från originalet den 16 juni 2015. https://web.archive.org/web/20091028051917/http://www.geocities.com/orion47.geo/WEHRMACHT/HEER/Generalleutnant3/RENNER_KURT.html. Läst 16 juni 2015.